# Jüdischer Friedhof (Brójce)
Koordinaten: 52° 19′ 26,4″ N, 15° 40′ 44,4″ O

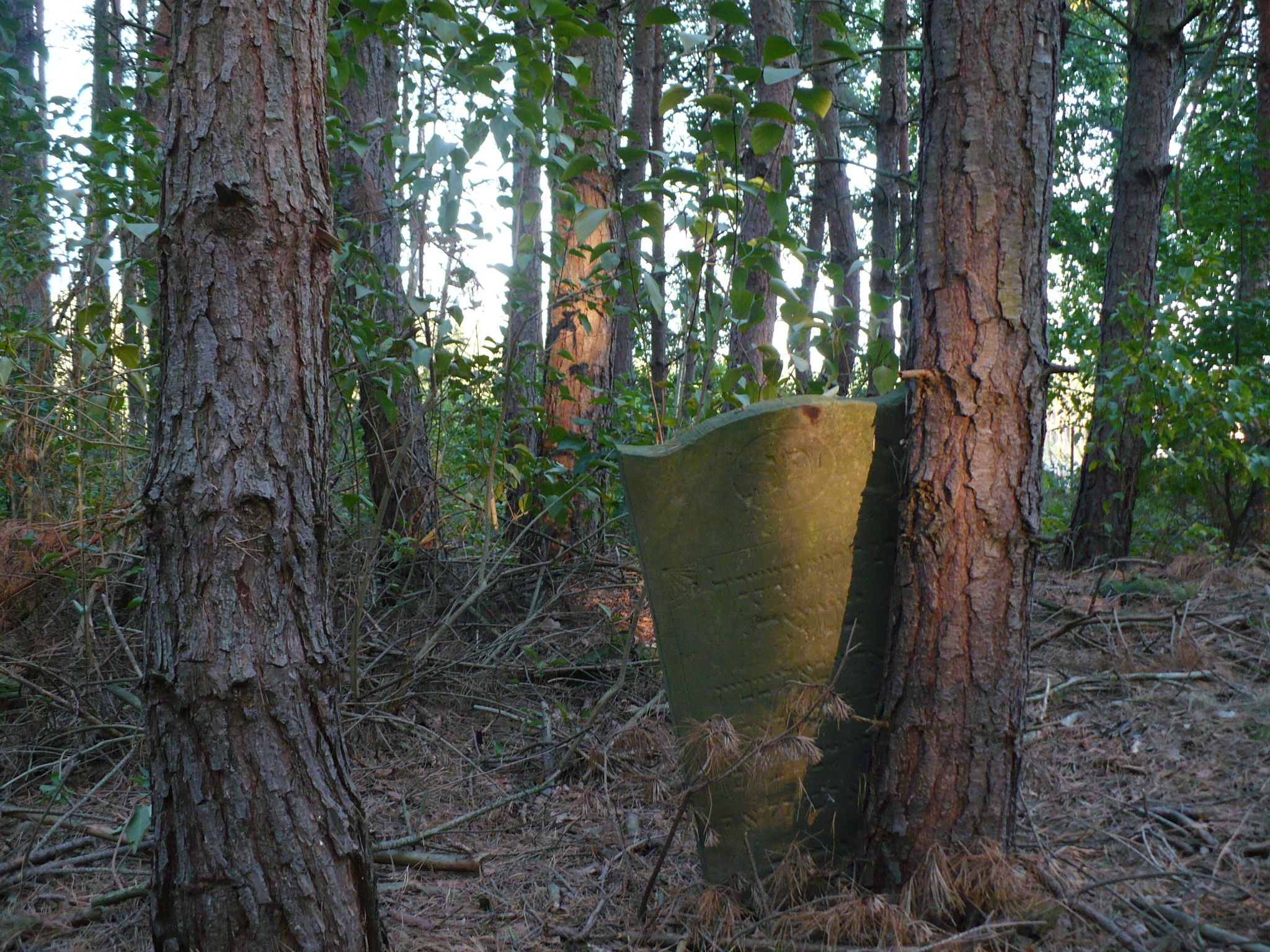
Jüdischer Friedhof in Brójce

Der Jüdische Friedhof in Brójce (deutsch Brätz), einem Dorf in der Gemeinde Trzciel (Tirschtiegel) im Powiat Międzyrzecki (Kreis Meseritz) der polnischen Woiwodschaft Lebus, wurde Mitte des 19. Jahrhunderts angelegt. Auf dem jüdischen Friedhof sind nur noch wenige Grabsteine erhalten.